# Connie Eaton
Connie Eaton (Nashville, 1º marzo 1950 – 30 settembre 1999) è stata una cantante statunitense.

## Biografia
Nel corso della sua carriera Connie Eaton ha accumulato sette ingressi nella Hot Country Songs statunitense. La cantante ha lasciato l'industria musicale a fine anni 1970 ed ha una figlia, anch'ella cantante, Cortney Tidwell. È morta di tumore nel 1999.

## Discografia

### Album in studio
- 1969 – I've Got a Life to Live
- 1970 – Hit the Road Jack (con Dave Peel)
- 1971 – Something Special
- 1975 – Connie Eaton

### Singoli
- 1970 – Angel of the Morning
- 1970 – Hit the Road Jack (con Dave Peel)
- 1970 – It Takes Two (con Dave Peel)
- 1971 – Sing a Happy Song
- 1971 – Don't Hang No Halos on Me
- 1975 – Lonely Men, Lonely Women
- 1975 – If I Knew Enough to Come Out of the Rain